# 通 (人物)
通，姬姓，名通，是吴王诸樊的儿子。2003年，山东新泰市周家庄东周墓地出土了诸樊之子通剑，铭文为“攻敔王姑发者反之子通自乍元用”。